# Alemanha Ocidental 3–3 França (Copa do Mundo de 1982)
Alemanha Ocidental x França foi uma semifinal da Copa do Mundo da FIFA que ocorreu no Estádio Ramón Sánchez Pizjuán em Sevilha, Espanha, em 8 de Julho de 1982, conhecida em ambos os países como a Noite de Sevilha (em alemão:  Nacht von Sevilla  em francês:  Nuit de Séville ). A partida foi vencida pela Alemanha Ocidental nos penáltis (5–4); A Alemanha Ocidental avançou para enfrentar a Itália na final. Graças ao drama de idas e vindas, quatro golos no prolongamento e uma dramática disputa de penáltis, este jogo é considerado um dos melhores jogos de futebol de todos os tempos. É considerado pelo capitão Francês Michel Platini como o seu "jogo mais bonito". A vitória da Alemanha Ocidental foi a primeira vez na história da Copa do Mundo que uma disputa de pênaltis determinou o resultado.

## Visão geral
Esta partida, como uma série de outras partidas neste torneio, foi disputada às 21h, porque as altas temperaturas diárias de Julho na cidade de Sevilha no sudoeste da Espanha eram em média de 37 °C (99 °F); o calor durante o torneio já havia afetado os jogadores. O dia da partida tinha sido muito quente, e a temperatura no início da partida ainda estava alta, com muita humidade.
Com o capitão da Alemanha Ocidental e Jogador de Futebol Europeu do Ano, Karl-Heinz Rummenigge, afastado desde o início devido a uma lesão na coxa, a Alemanha Ocidental foi a primeira a marcar aos 17 minutos. Klaus Fischer isolou-se mas Jean-Luc Ettori esteve impecável na mancha; na recarga, já fora da área, um remate seco de Pierre Littbarski inaugurou o marcador. 
Aos 27 minutos, Bernd Förster foi penalizado por ter segurado Dominique Rocheteau e a França beneficiou de um penálti convertido por Platini.
Apesar de várias boas oportunidades para ambos os lados, incluindo a de Manuel Amoros que acertou na trave nos descontos, o resultado permaneceu 1–1 em tempo integral. As equipes então jogaram dois períodos de 15 minutos de prolongamento. No segundo minuto do primeiro período, Marius Trésor rematou de primeira a 11 jardas de distância, colocando a França à frente pela primeira vez na partida, por 2–1. Rummenigge entrou em jogo pouco depois para o lugar de Hans-Peter Briegel, mas foi a França quem voltou a marcar aos 98 minutos, com Alain Giresse a rematar a 18 metros de distância para o poste direito de Harald Schumacher dando à França uma vantagem de 3-1.
Quatro minutos depois, a Alemanha Ocidental começou a sua recuperação, com Rummenigge acertando um remate de primeira que reduziu a vantagem da França para 3-2. Aos três minutos do segundo período, Fischer marcou com um pontapé de bicicleta, e as equipas ficaram empatadas mais uma vez a 3-3, resultado que não se alterou até ao fim do prolongamento.
A disputa por pênaltis começou com Giresse a converter o primeiro para a França, e Manfred Kaltz a converter o primeiro para a Alemanha Ocidental. Amoros pela França e Paul Breitner pela Alemanha Ocidental também converteram, mas na terceira tentativa, o remate de Uli Stielike foi defendido por Ettori, depois de Rocheteau ter convertido a sua, dando à França uma vantagem de 3-2. No entanto, na quarta tentativa, a França não conseguiu capitalizar: Schumacher defendeu o remate de Didier Six e Littbarski converteu para a Alemanha Ocidental. Platini e Rummenigge ambos coverteram na quinta tentativa, e a disputa, empatada em 4–4, mudou para morte súbita. Na sexta tentativa, o remate de Maxime Bossis foi defendido, e Horst Hrubesch converteu para dar a vitória à Alemanha Ocidental.

### Controvérsia
A polêmica colisão do jogador Francês Patrick Battiston com o goleiro da Alemanha Ocidental Schumacher, que deixou Battiston inconsciente e o forçou a sair do jogo sem dois dentes, três costelas partidas e vértebras danificadas (embora nenhuma falta tenha sido assinalada), aumentou a tensão em campo. A França foi forçada a substituir o lesionado Battiston, que tinha entrado dez minutos antes. Por outro lado, a Alemanha Ocidental teve a oportunidade de colocar Rummenigge no prolongamento, e ele marcou cinco minutos depois de entrar em campo.

## Detalhes[8]
| 8 de julho de 1982 | Alemanha Ocidental                              | 3–3           | França                                        | Ramón Sánchez Pizjuán, Sevilha                 |
| 21:00 CEST         | Littbarski 17' · Rummenigge 102' · Fischer 108' | Relatório [a] | Platini 27' (pen.) · Trésor 92' · Giresse 98' | Público: 70,000 Árbitro: Charles Corver (KNVB) |

|                                                        |       | Penalidades                                 |  |
| Kaltz Breitner Stielike Littbarski Rummenigge Hrubesch | 5 – 4 | Giresse Amoros Rocheteau Six Platini Bossis |  |

| Alemanha Ocidental | França |

| GK           | 1  | Harald Schumacher         |
| DF           | 15 | Uli Stielike              |
| DF           | 20 | Manfred Kaltz             |
| DF           | 4  | Karlheinz Förster         |
| DF           | 5  | Bernd Förster 46'         |
| MF           | 6  | Wolfgang Dremmler         |
| MF           | 3  | Paul Breitner             |
| DF           | 2  | Hans-Peter Briegel 97'    |
| MF           | 14 | Felix Magath 73'          |
| MF           | 7  | Pierre Littbarski         |
| FW           | 8  | Klaus Fischer             |
| Substitutos: |    |                           |
| GK           | 21 | Bernd Franke              |
| FW           | 9  | Horst Hrubesch 73'        |
| MF           | 10 | Hansi Müller              |
| FW           | 11 | Karl-Heinz Rummenigge 97' |
| DF           | 12 | Wilfried Hannes           |
| Técnico:     |    |                           |
| Jupp Derwall |    |                           |

| GK             | 22 | Jean-Luc Ettori           |
| DF             | 2  | Manuel Amoros             |
| DF             | 5  | Gérard Janvion            |
| DF             | 8  | Marius Trésor             |
| DF             | 4  | Maxime Bossis             |
| MF             | 14 | Jean Tigana               |
| MF             | 12 | Alain Giresse 35'         |
| MF             | 10 | Michel Platini            |
| MF             | 9  | Bernard Genghini 40' 50'  |
| FW             | 18 | Dominique Rocheteau       |
| FW             | 19 | Didier Six                |
| Substitutos:   |    |                           |
| GK             | 21 | Jean Castaneda            |
| DF             | 3  | Patrick Battiston 50' 60' |
| DF             | 6  | Christian Lopez 60'       |
| FW             | 15 | Bruno Bellone             |
| FW             | 20 | Gérard Soler              |
| Técnico:       |    |                           |
| Michel Hidalgo |    |                           |

| Assistentes: Bruno Galler (ASF) Bob Valentine (SFA) - a. ^ O jogo terminou 1 a 1 no tempo normal e 2 a 2 na prorrogação. |

## Links
- Ficha técnica do jogo site da Federação Francesa de Futebol (em francês)